# Клиффорд, Джордж

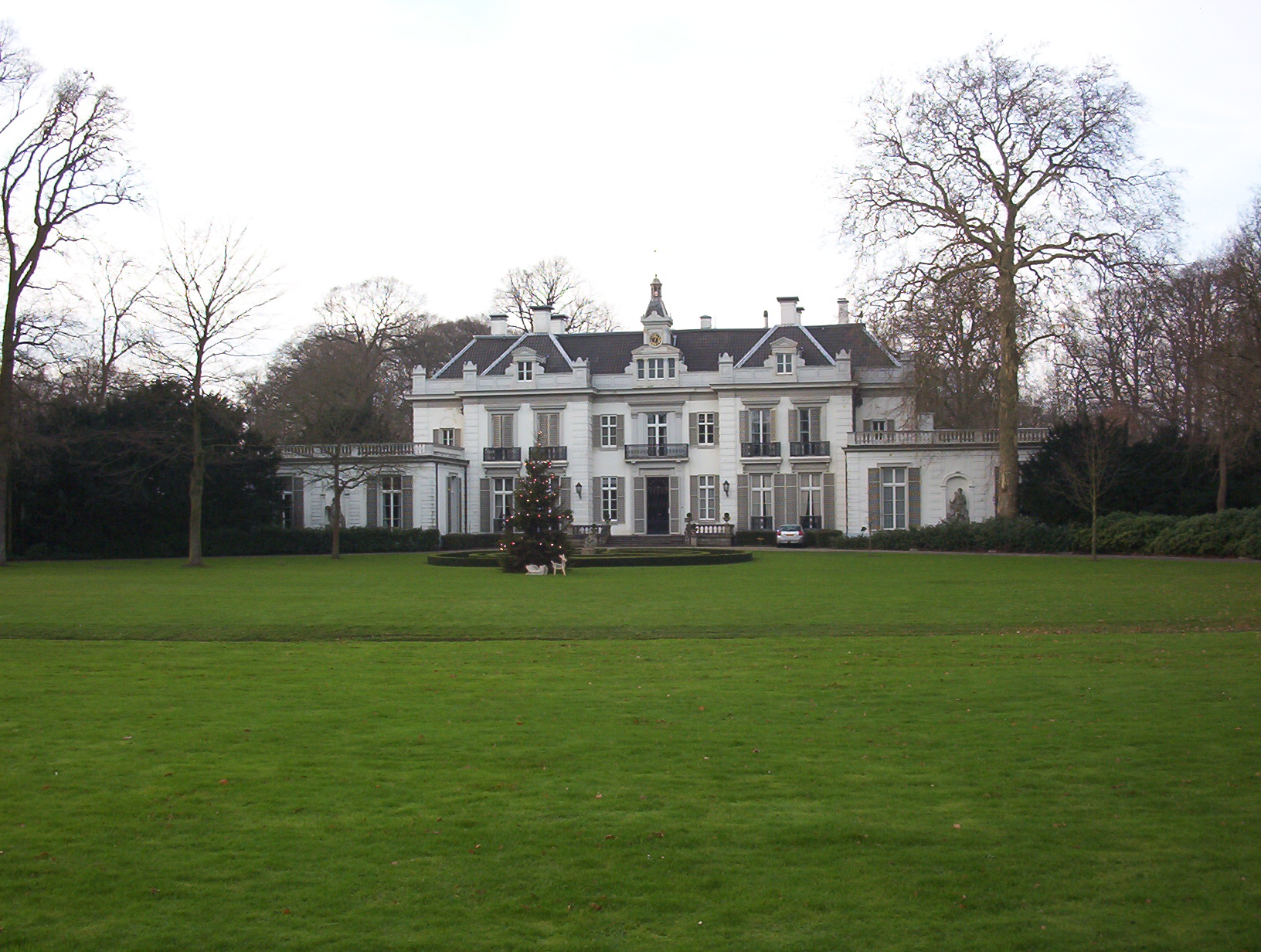
Поместье Дж. Клиффорда Гартекамп

Джордж Кли́ффорд III (7 января 1685, Амстердам — 10 апреля 1760) — богатый голландский банкир
 и один из директоров голландской Ост-Индской компании.
Он был известен своим большим интересом к растениям и садам.
В его поместье Гартекамп имелось большое количество разнообразных растений. По заказу Клиффорда Карл Линней создал и опубликовал в 1738 году описание коллекций Гартекампа под названием Hortus Cliffortianus (лат.) — «Сад Клиффорда».